# Gastronomía de Hamburgo

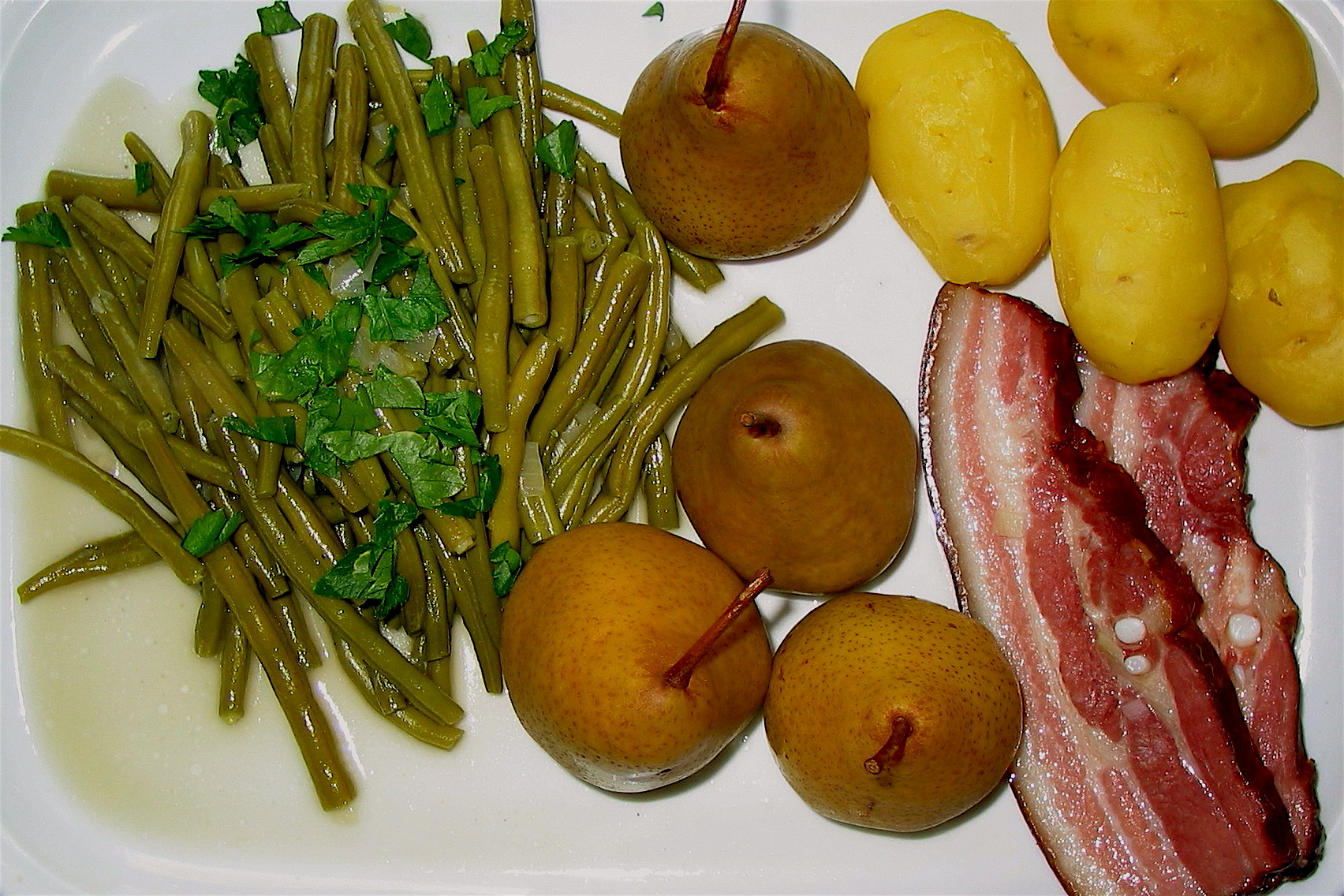
El Birnen, Bohnen und Speck plato tradicional de la ciudad y de la comarca de Hamburgo.

La gastronomía de Hamburgo es un conjunto de diversas variantes de la cocina alemana del norte, reúne los ingredientes típicos de las tierras del Vierlande, las frutas del Altes Land, los pescados del Elba. Posee evidentemente influencia de las cocinas de las regiones adyacentes como la Schleswig-Holsteiner. 

## Ingredientes
Es posible comer cangrejos y langostas así como platos de diferentes pescados como la solla (Finkenwerder Scholle), del río Elba los sint (cocinados al horno y muy apreciados en Hamburgo), el arenque en salazón (preparado de diversas formas, la época del sint puede variar dependiendo de la zona de Hamburgo, por ejemplo en el Hamburg-Blankenese es en febrero/marzo, mientras que en Geesthacht es entre abril/mayo. Se suelen comer asados las carpas y los arenques, todos ellos muy asociados a la fiesta de San Martín. Es muy popular e igualmente posible comer por la calle unos Rollmops, uno de los platos más emblemáticos de pescado se hace con anguila y es el Aalsuppe.
En el terreno de las carnes se come, al igual que en todo el norte de Alemania el Labskaus, las patatas asadas con el corned beef. Hamburgo es comarca muy típica de cocidos (eintopf), como el Steckrübeneintopf. 
Las verduras más empleadas (a excepción de la patata) es la invernal col verde, algunas coles se preparan platos con carne como la Kohlroulade, algunas coles específicas como la col de Saboya (Wirsing) procede del Dithmarschen y participa en diversos platos de la comarca.
Entre los panes se tiene el Pumpernickel que se encuentra fácilmente en cualquier panadería y para desayunar son muy típicos en la zona los Franzbrötchen (harina aromatizada con azúcar y canela), en el terreno de las galletas son muy famosos los Braune Kuchen.

## Platos típicos

### Platos principales
Uno de los más conocidos es el Birnen, Bohnen und Speck (peras, judías y panceta), plato sencillo y de estación que se sirve en otoño. Otro similar es el Himmel und Erde (traducido como 'cielo y tierra‘, denominado en la zona también como Himmel, Erde und Hölle, 'cielo, tierra e infierno').

### Postres
- Rote Grütze - Postre con cerezas ácidas y nata
- Sopa de sauco y sémola - Es una sopa con pequeñas bolas de sémola (Grießklößen - Kloß)